# Університет короля Абдель-Азіза
Університет короля Абдель-Азіза (араб. جامعة الملك عبد العزيز) — державний вищий навчальний заклад у місті Джидді Саудівська Аравія.

## Історія

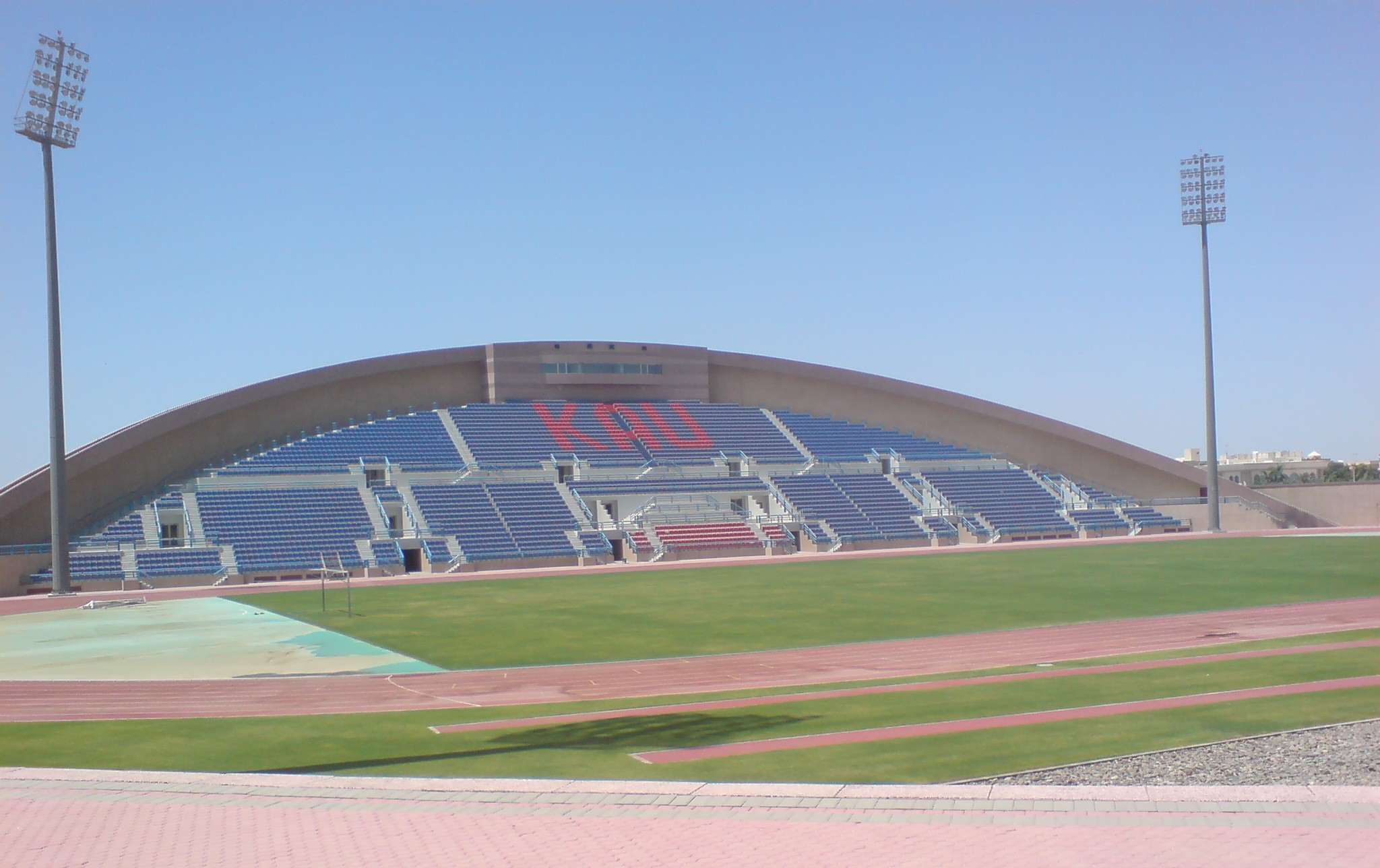
Стадіон університету

Університет імені короля Абдель-Азіза, засновника Саудівської Аравії, розташований в Джидді. Роком заснування вважається 1967 рік, в цей час було вирішено забезпечити вищою освітою західну частину Саудівської Аравії. 
Університет почав функціонування у 1968 році, коли була сформована група студентів (обох статей), в кількості приблизно 100 осіб. Першими були засновані факультети економіки та управління. 

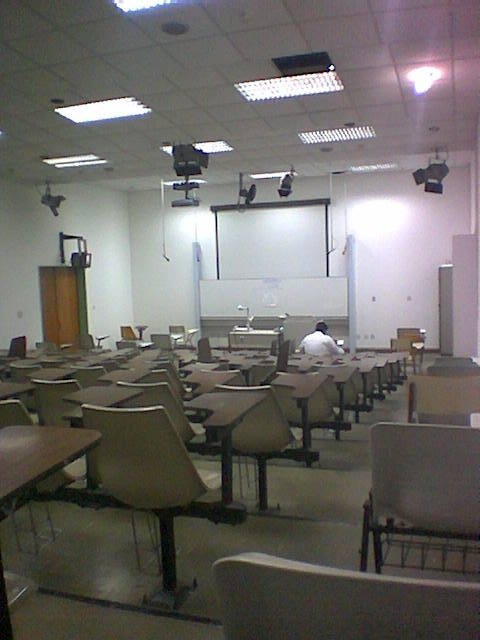
Аудиторія університету

У 2016 році кількість студента становить 180 212 особи. Університет займає чільне місце серед вищих навчальних закладів Саудівської Аравії. В Університеті діє 138 академічних програм бакалаврату і 172 програми для магістрантів і аспірантів. 
Відповідно до ісламськими нормами, Університет Короля Абдуль-Азіза включає в себе два роздільних корпусах (для молодих людей та для дівчат). Кожен з корпусів забезпечений всім необхідним для навчання і повноцінного проживання студентів. Бібліотека Університету обладнана по самому останньому слову науки і техніки. 

## Структура
Факультет
- Факультет економіки та управління
- Факультет мистецтв та гуманітарних наук
- Факультет науки
- Факультет інженерії
- Факультет екологічного дизайну
- Факультет медицини
- Факультет наук про Землю
- Факультет морських наук
- Факультет права
- Факультет метеорології, охорони навколишнього середовища та сільського господарства посушливих земель
- Факультет стоматології
- Факультет фармацептики
- Факультет морських досліджень

Інститути
- Ісламський економічний інститут
- Інститут туризму
- Факультет по обчислювальним та інформаційних технологій
- Інститут арабської мови для носіїв інших мов
- Інститут англійської мови

Коледжі
- Коледж зв'язку та засобів масової інформації
- Коледж сестринської справи

## Відомі випускники
- Манал аль-Шаріф — правозахисниця та борець за права жінок у Саудівській Аравії.
- Осама бен Ладен — міжнародний терорист, поборник ісламу, колишній лідер міжнародної ісламської терористичної організації «Аль-Каїда».